# Christopher Rice
Christopher Rice, född 11 mars 1978 i Berkeley, Kalifornien, är en amerikansk författare som skrivit romanerna A Density of Souls, The Snow Garden, Light Before Day och Blind Fall.
Han är son till författaren Anne Rice och den framlidne poeten Stan Rice. Även hans moster, Alice Borchardt, var författare.